# 태백시의 행정 구역
태백시의 행정 구역은 8개의 행정동과 17개의 법정동으로 구성되어 있다. 태백시의 면적은 304.00km2이며, 인구는 2014년 현재 48,547명이다. 해마다 10월에는 태백제가 열려 단군제, 산신제, 갈풀썰이 같은 행사가 다채롭게 펼쳐진다. 태백산 국립공원, 황지, 용연굴이 주요 관광자원이다. 시청 소재지는 황지동이며, 시내에 고등학교 5개교, 중학교 7개교, 초등학교 15개교가 있다. 인구는 2014년을 기준으로 22,352세대, 48,547명이다.

## 행정 구역

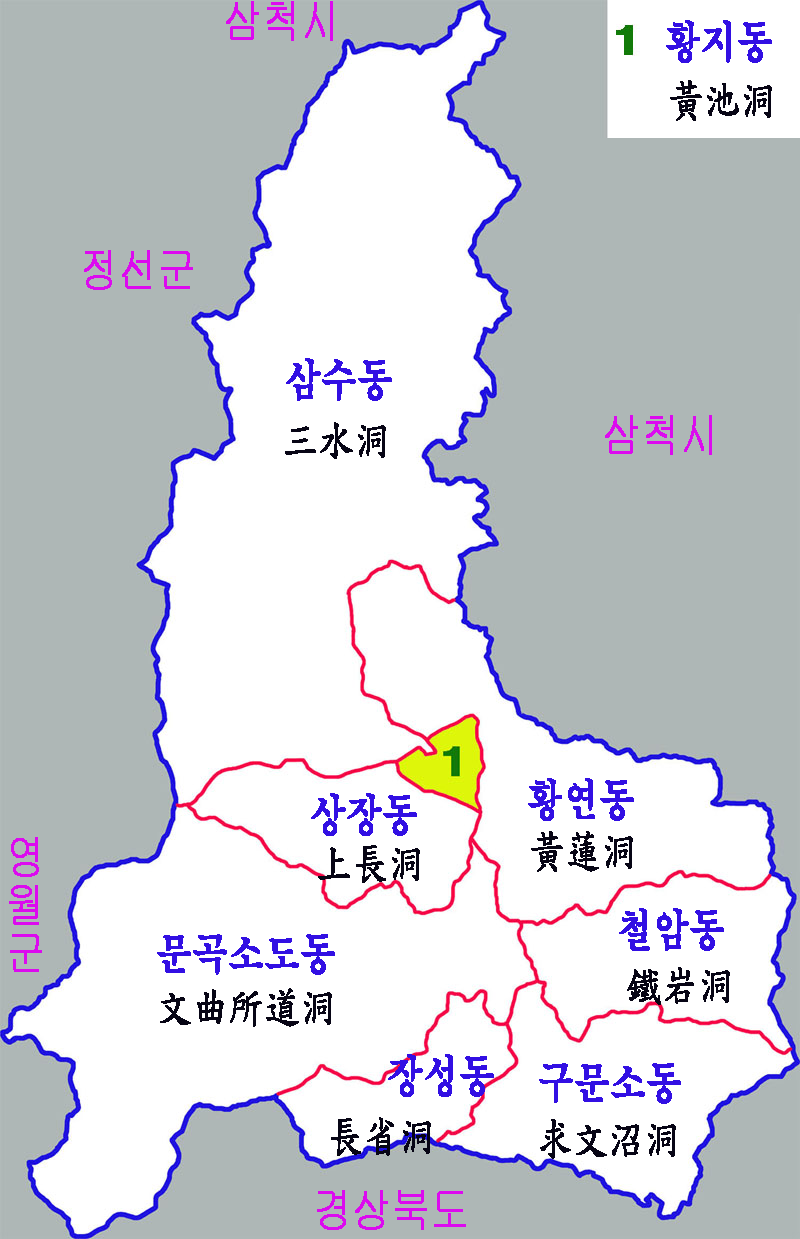
태백시의 행정 지도

| 이름       | 한자       | 면적 (km2) | 인구(명) | 세대   | 법정동 |
| ---------- | ---------- | ---------- | -------- | ------ | --- |
| 황지동     | 黃池洞     | 1.75       | 6,851    | 3,003  | 황지동(黃池洞) (일부) |
| 황연동     | 黃蓮洞     | 38.74      | 6,951    | 3,234  | 황지동(黃池洞) (일부), 백산동(栢山洞), 통동(桶洞)                                                                                         |
| 삼수동     | 三水洞     | 113.96     | 7,446    | 3,384  | 황지동(黃池洞) (일부), 상사미동(上士美洞), 원동(院洞), 적각동(赤角洞), 조탄동(助呑洞), 창죽동(蒼竹洞), 하사미동(下士美洞), 화전동(禾田洞) |
| 상장동     | 上長洞     | 16.74      | 15,560   | 6,691  | 황지동(黃池洞) (일부) |
| 문곡소도동 | 文曲所道洞 | 71.83      | 3,728    | 1,732  | 문곡동(文曲洞), 소도동(所道洞), 혈동(穴洞)                                                                                                |
| 장성동     | 長省洞     | 11.84      | 4,117    | 1,933  | 장성동(長省洞) (일부), 금천동(黔川洞) |
| 구문소동   | 求文沼洞   | 27.54      | 3,338    | 1,754  | 장성동(長省洞) (일부), 동점동(銅店洞) |
| 철암동     | 鐵岩洞     | 21.12      | 2,739    | 1,484  | 철암동(鐵岩洞) |
| 총 합계    | 총 합계    | 303.57     | 48,547   | 22,352 | |

## 역사
- 1960년 1월 1일 상장면이 장성읍으로 승격[3]
- 1963년 6월 25일 삼척군 장성읍 황지출장소 설치[4]
- 1964년 2월 1일 삼척군 장성읍 철암출장소 설치[5]
- 1973년 7월 1일 황지출장소가 황지읍으로 승격[6]
- 1977년 9월 22일 삼척군 황지읍 화전, 소도출장소 설치[7]
- 1981년 7월 1일 삼척군 황지읍 및 장성읍 일원을 관할로 태백시가 설치되었다.[8]
- 1994년 12월 26일 삼척군 하장면 4개리, 태백시 편입으로 사조동 설치[9]
- 1998년 9월 10일 태백시 16개동 8개동으로 통폐합[10]